# آنتونی جنکینسون
آنتونی جنکینسون (زاده ۱۵۲۹ مارکت هاربورو در لسترشر و درگذشته ۱۶۱۰/۱۱) یکی از نخستین بریتانیایی‌ها بود که به اکتشاف و سفر به دوک‌نشین بزرگ مسکو پرداخت. او برای شرکت مسکووی کار می‌کرد و همچنین چندین بار با ایوان چهارم در روسیه ملاقات داشت. آنتونی جنکینسون در خلال سال‌های ۱۵۶۱ تا۱۵۶۳ به دربار شاه تهماسب یکم صفوی سفر کرده و اقداماتی جهت برقراری روابط اقتصادی انجام می‌دهد.در سال ۱۵۶۲م‌/‌۹۷۰هـ آنتونی جینکینسون فرستاده ملکه انگلیس که نامه‌ای از وی نیز به همراه داشت، به حضور شاه صفوی رسید؛ اما پس از این دیدار شاه تهماسب دستور داد تا دنبال وی خاک بریزند تا جای پای نجس وی تطهیر شود.